# Бутылочная пробка

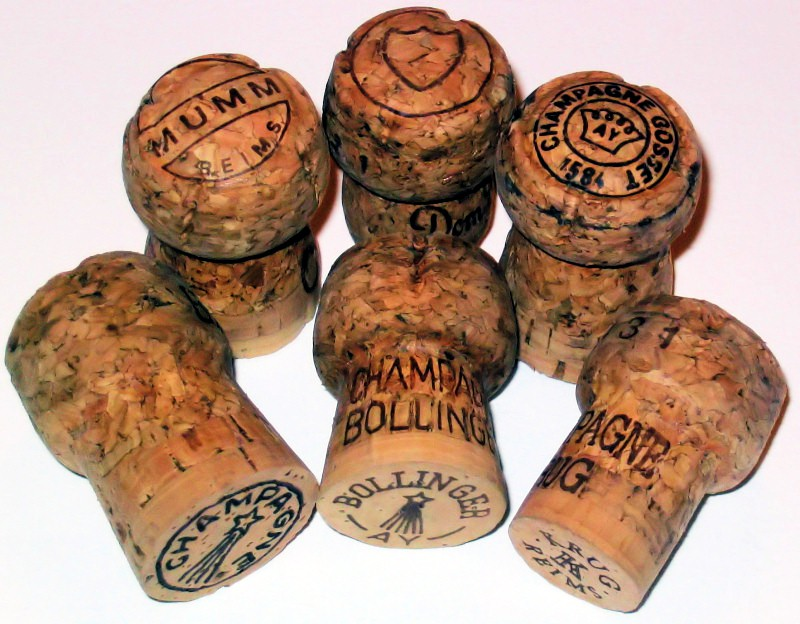
Пробки из-под шампанского

Бутылочная пробка — кусок какого-либо материала определённой формы, используемый для закупоривания бутылок.
Бутылки закупоривают пробками с целью защиты их содержимого от окисления, заражения микроорганизмами, расплескивания, для удобства транспортировки и хранения.

## Технология изготовления
Пробки изготовляют в основном из следующих материалов:
- пробка (корковые пробки, плотно сидящие в горлышке бутылки);
- металл (пробки на пивных бутылках и бутылках с прохладительными напитками[1], отвинчивающиеся пробки на бутылках с крепкими напитками и ликерами);
- пластмасса (отвинчивающиеся пробки на пластиковых бутылках с газированными напитками, пробки «от бутылки от портвейна», пробки для шампанского);
- фольга (водочные бутылки, медицинские препараты);
- резина (медицинские препараты);
- стекло (декоративные бутылки, медицинские препараты).

Для укупоривания продукции в промышленности применяются специальные машины — укупоры. Они бывают различных типов и конструкций в зависимости от типа используемых пробок и производительности.

## Описание
Пробки могут быть совмещены с другими приспособлениями для повышения удобства розлива содержимого бутылки или его защиты от фальсификации (например, колпачком Гуала).

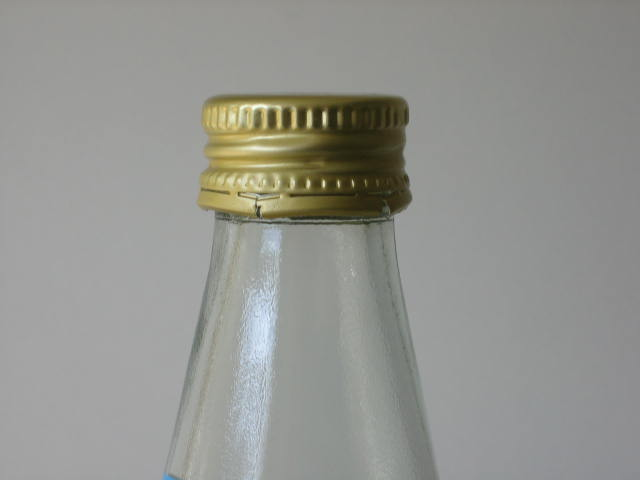
Пробка с винтовой нарезкой

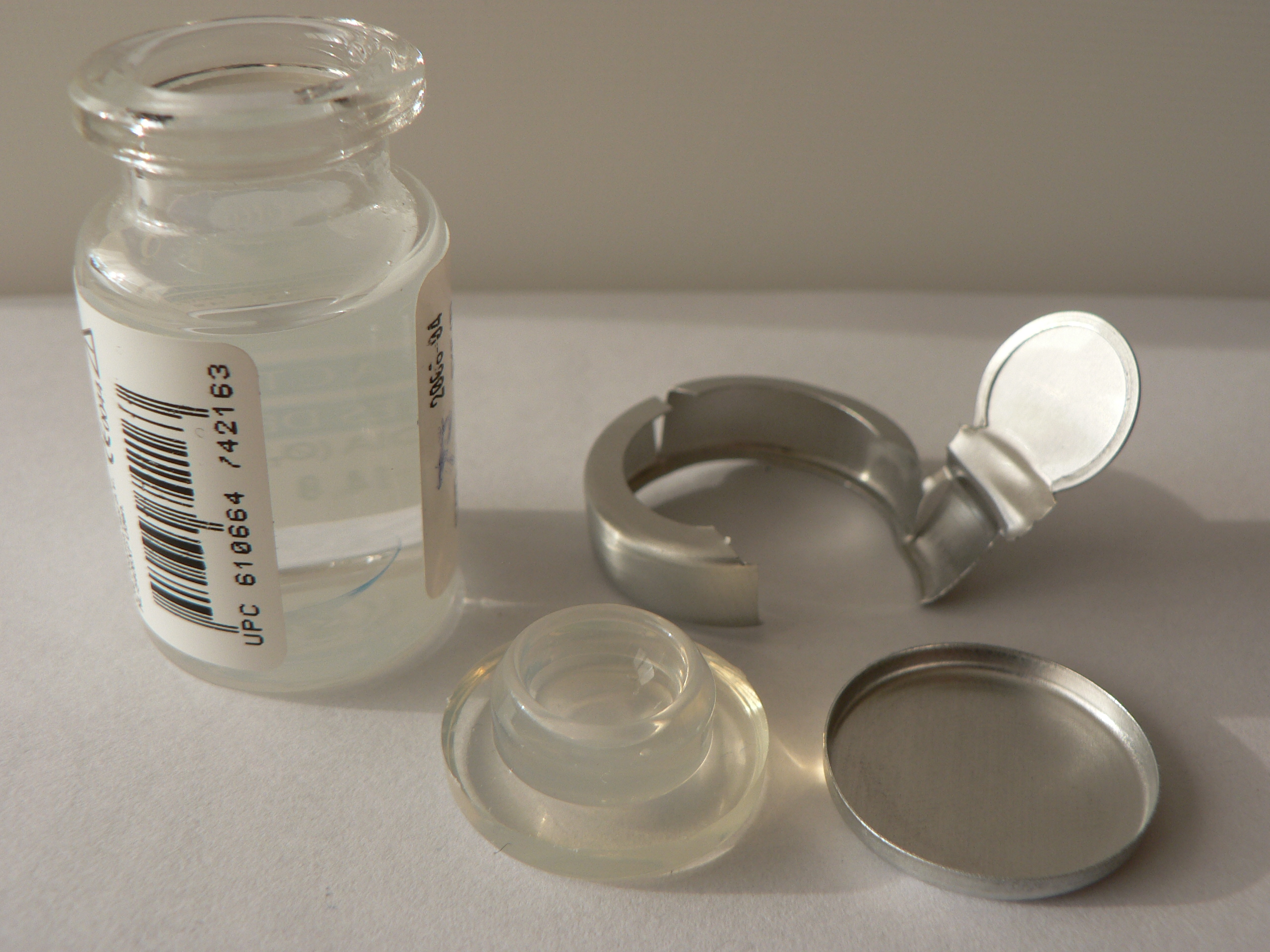
Откупоренный медицинский препарат

Пробки должны обладать определённой надежностью. Однако именно надежность и прочность пробки иногда создают проблемы для их удаления. Проблемы возникают тогда, когда бутылку откупоривают неправильным инструментом, либо используя неправильную методику. Отсутствие инструмента для открывания пробки часто создает сложности в быту, например проблема извлечения корковой пробки без штопора или откупоривание бутылки пива без открывалки. Методика имеет большое значение в некоторых ситуациях, например при откупоривании бутылки официантом в ресторане или при откупоривании бутылочек с медицинскими препаратами. В некоторых случаях желательно сохранить пробку для повторного использования, и неправильный метод откупоривания может её повредить.
Способ откупоривания в первую очередь определяется видом пробки. Извлечение некоторых пробок (отвинчивающихся, стеклянных) не представляет большого труда, для других же существуют специальные приспособления. Для извлечения корковых пробок применяют различные виды штопора, для открывания пивных и им подобных бутылок используют открывалку. (В США процедуру открывания пива упростили, сделав пивные пробки отвинчивающимися). Отвечая на потребительский запрос, индустрия выпускает огромное разнообразие штопоров и открывалок для бутылок.

## В массовой культуре
Один из наиболее необычных случаев использования обычных бутылочных пробок (металлических кроненпробок) можно наблюдать в серии компьютерных игр Fallout. В реалиях постапокалиптической Америки бутылочные пробки становятся для жителей радиоактивной пустыни своего рода неофициальной валютой, имеющей весьма широкое и универсальное хождение. Настолько широкое, что обнаружение пресса для изготовления таких пробок становится угрозой для стабильности экономики.